# The Byrds
The Byrds (транскр. Бердс) била је америчка рок група основана 1964. године у Лос Анђелесу. Чланови групе су се често мењали, а Роџер Макгвин је био њен једини стални члан. Најпознатији су по извођењу песама „Mr. Tambourine Man” Боба Дилана и „Turn! Turn! Turn!” Пита Сигера.

## Чланови групе
Оригинални састав
- Роџер Макгвин — гитара, банџо, Муг синтисајзер, вокал (1964—1973, 1989—1991, 2000)
- Џин Кларк — тамбурин, гитара, усна хармоника, вокал (1964—1966, 1967, 1972—1973, 1991)
- Дејвид Крозби — гитара, вокал (1964—1967, 1972—1973, 1989—1991, 2000)
- Мајкл Кларк — бубњеви (1964—1967, 1972—1973, 1991)
- Крис Хилман — бас гитара, мандолина, вокал (1964—1968, 1972—1973, 1989—1991, 2000)

## Дискографија
- Mr. Tambourine Man (1965)
- Turn! Turn! Turn! (1965)
- Fifth Dimension (1966)
- Younger Than Yesterday (1967)
- The Notorious Byrd Brothers (1968)
- Sweetheart of the Rodeo (1968)
- Dr. Byrds & Mr. Hyde (1969)
- Ballad of Easy Rider (1969)
- (Untitled) (1970)
- Byrdmaniax (1971)
- Farther Along (1971)
- Byrds (1973)